# Double canne
Pour les articles homonymes, voir canne.

## Présentation
La double canne est une technique dérivée de la canne de combat où l'on utilise deux cannes à la fois.
Les coups et les critères de touches sont les mêmes qu'en canne de combat simple. Par contre, l'utilisation des deux cannes implique une position de  garde légèrement différente, car il n'y a plus vraiment de main directrice, et donc la position des pieds doit s'adapter naturellement à l'usage de la canne.
La pratique de la double canne implique une coordination des mouvements plus compliquée qu'en canne et on a  donc tendance à n'utiliser qu'une canne à la fois. 

## Les bonus de la double canne par rapport à la canne simple
- On peut attaquer d'une canne en même temps que parer de l'autre,
- On peut armer une autre technique en même temps que l'on déclenche une attaque, pour faire un enchainement de coups bien plus rapide  qu'avec une seule canne. Un caniste manipulant la double canne à grande vitesse peut décocher facilement 4 à 6 coups par seconde (2 fois plus vite qu'une canne simple).
- On retrouve en double canne la possibilité d'exécuter un coup « double »  où l'on frappe avec les deux armes en même temps sur deux zones différentes. ex. : latéral extérieur gauche jambe et latéral extérieur droit figure. Ceci est particulièrement efficace lorsqu'on se retrouve face à une personne ne maniant qu'une seul canne. En effet cette personne se trouve dans l'obligation de faire une esquive et une parade à la fois, ce qui peut demander une coordination qui n'est pas toujours très facile à obtenir dès le début.
- Au niveau de la défense, le caniste manipulant deux cannes peut très bien « coller »  ses armes par le manche(et peut donc tenir les deux manches avec une seule main) de façon qu'elle ne forme « qu'un »  seul bâton protégeant presque toutes les zones (tête, flancs[+13ans], jambe). Il peut d'autant plus passer très facilement du côté gauche au droit. Ce qui peut donner l'impression de s'attaquer à un mur.
- Toujours au niveau de la défense, le caniste utilisant une canne peut effectuer des feintes (2° degré) plus facilement que lorsqu'on a deux cannes. Cependant, la personne maniant deux cannes peut protéger deux zones à la fois, ce qui rend la touche d'autant plus compliquée.

## Les malus de la double canne par rapport à la canne
- Effectuer des feintes qui cherchent à perturber l'adversaire en double canne demande une très grande coordination, les deux mains étant prises. Mais ce malus peut être rattrapé par la vitesse d'exécution de la double canne.

## La double canne en compétition
La double canne n'étant pas codifiée pour la compétition, il n'y a pas d'assaut jugé, mais uniquement des démonstrations comme le Bâton de combat.